# 올가 팟쿨리나
올가 알렉산드로브나 팟쿨리나(러시아어: Ольга Александровна Фаткулина, 1990년 1월 23일~)는 러시아의 여자 스피드 스케이팅 선수이다.
2014년 동계 올림픽 500m에서 이상화에 이어 2위에 올라 은메달을 획득했다.